# Kepler-29
Kepler-29 — звезда, которая находится в созвездии Лебедя на расстоянии около 4566 световых лет от нас. Вокруг звезды обращаются, как минимум, две планеты.

## Характеристики
Kepler-29 — солнцеподобная звезда главной последовательности 15,2 видимой звёздной величины. Впервые в астрономической литературе упоминается в каталоге 2MASS, опубликованном в 2003 году. Звезда имеет массу и размеры, близкие к солнечным. Температура поверхности составляет приблизительно 5750 кельвинов.

## Планетная система

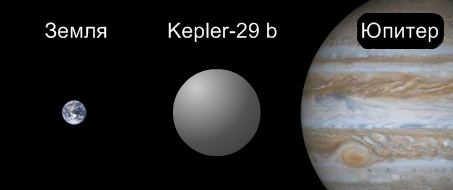
Сравнительные размеры Земли, Kepler-29 b и Юпитера.

В 2012 году группой астрономов, работающих с данными, полученными орбитальным телескопом Kepler, было объявлено об открытии двух планет в системе. Они намного массивнее и крупнее Земли, и представляют собой газовые гиганты, похожие на Юпитер. Однако из-за близкого расположения их орбит к родительской звезде эффективная температура планет очень высока, поэтому их принято включать в класс горячих юпитеров. Близкое расположение к звезде означает возможное испарение атмосферы в открытый космос.

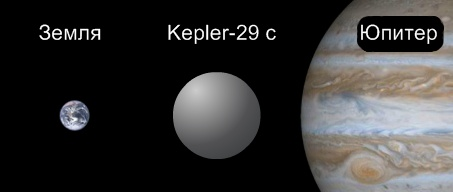
Сравнительные размеры Земли, Kepler-29 c и Юпитера.

Планета Kepler-29 b имеет массу и радиус около 40 % и 32 % юпитерианских соответственно. Она обращается по круговой орбите на расстоянии 0,09 а.е. от родительской звезды. Полный оборот она совершает за 10 с лишним суток. Вторая планета, Kepler-29 c, имеет похожие характеристики. Год на последней длится чуть дольше: более 13 суток. Ниже приводится сводная таблица более точных данных характеристик планет.